# Масоха, Пётр Емельянович
Пётр Емелья́нович Масо́ха (укр. Петро Омелянович Масоха; 16 сентября 1904, Сосновое, Черкасский район — 28 июля 1991, Киев) — украинский советский актёр театра и кино, старший брат актёра Лаврентия Масохи.

## Биография
Родился в селе Плюваки в крестьянской семье, но вскоре после рождения младшего брата в 1909 году семья переехала в Киев.
В 1923 окончил Киевский музыкально-драматический институт имени Лысенко. В 1923—1928 годах — актёр театра «Березиль», выступал в театрах Киева, Харькова. С 1927 года снимался в кино.
Во время Великой Отечественной войны играл в театрах Житомира и Дрогобыча, оказавшись на оккупированной территории, попал в плен и в 1943 году был отправлен в Германию. Освобождён в 1945 году Красной армией. Участвовал в концертах в Берлине для солдат-освободителей. 
После возвращения из Германии из-за работы в оккупантских театрах актёру было запрещено играть в кино и столичных театрах. В 1946—1953 играл в Днепропетровском музыкально-драматическом театре, был чтецом в Киевской филармонии. В кино вернулся только в 1956 году. Автор воспоминаний о Л. Курбасе и А. Довженко.
Скончался 28 июля 1991 года в Киеве. Похоронен на Байковом кладбище.

## Семья
- Брат — Лаврентий Емельянович Масоха (1909—1971), актёр;
- Жена — Мария Евгеньевна Болховская (1907—2003), актриса.

## Фильмография
- 1927 — Лесной человек / Человек из леса — инженер Варава
- 1928 — Арсенал — рабочий
- 1928 — Накануне — Артем Головня
- 1929 — Комсомолия / Путь смены
- 1929 — Пилот и девушка / Мёртвая петля — Виктор Луговой, лётчик
- 1930 — Земля — Хома Белоконь, кулацкий сын
- 1930 — «Мирабо» — матрос-коммунист
- 1930 — Огненная месть / Болотные огни — студент
- 1930 — Свой парень / Русло жизни — Лопухов, «свой парень»
- 1931 — Волчий хутор — Кондрат Власенко, петлюровец
- 1931 — Итальянка — куркуль
- 1931 — Фата Моргана
- 1932 — Вместе с отцами — Василишин
- 1932 — Иван — Иван
- 1932 — Марш шахтёров
- 1934 — Последний порт — посланец Балтфлота
- 1935 — Интриган — Топоренко, пилот
- 1936 — Тринадцать — Свириденко, красноармеец
- 1937 — Соловей — Сымонка Соловей
- 1939 — Всадники — Иван Половец
- 1939 — Трактористы — Пантюша Бажан (нет в титрах)
- 1939 — Щорс — боец
- 1941 — Семья Януш — Кирилл
- 1954 — Над Черемошем — Галибей
- 1956 — Есть такой парень — Костромин
- 1956 — Кровавый рассвет — мужик
- 1964 — Сколько лет, сколько зим! — матрос, крестьянин, рабочий
- 1966 — Их знали только в лицо — Логинов

## Память
- документальный фильм Юрия Терещенко «Любовь небесная» (призёр XIII Открытого фестиваля неигрового кино «Россия», 2002)[5]